# Strmoglavljenje Tu-141 v Zagrebu
Strmoglavljenje Tu-141 Striž se je zgodilo 10. marca 2022 v Zagrebu, glavnem mestu Hrvaške med potekom ruske invazije na Ukrajino. V incidentu je bil udeležen le brezpilotni izvidnik sovjetske izdelave, Tupoljev Tu-141 (vzdevek »Striž«). Izdelovali so ga med leti 1979 in 1989.
Izvidnik je nad Zagreb prispel iz madžarskega zračnega prostora na višini 1300 metrov ter hitrostjo 700 km/h, v madžarski zračni prostor pa je priletel iz romunsko-ukrajinskega zračnega prostora. Ta naj bi proti nenadzorovano potoval proti zahodu zaradi okvare. Okrog polnoči je strmoglavil na parkirišče pred študentskim kampusom v Jarunu, predelu Zagreba. Ob trku je naredil 3 m širok in meter globok krater ter se ob udarcu razletel na manjše dele. Letalnik je strmoglavil zaradi pomanjkanja goriva. V incidentu ni bil poškodovan nihče, bilo pa je poškodovanih 40 avtomobilov. 

## Preiskava
Hrvaška civilna in vojaška policija je hitro zaprla kraj pristanka. Naslednje dne je ameriški analitik Tyler Rogoway na podlagi cirilčnih zapisov in rdeče zvezde letalnik identificral za sovjetskega Tu-141. 13. marca je hrvaška vojska pričeli s sanacijo prizorišča, ruševine so bile premeščene na neznano lokacijo. 13. marca pa je Vlado Kovačević izkazal sume, da je bil letalnik pravzaprav leteča bomba. Trditev je 13. marca potrdil tudi Mario Banožić, hrvaški obrambni minister. Masa eksploziva naj bi bila do 120 kg. Na bližnjih drevesih so našli tudi dve padali. Istega dne je bila odkrita tudi črna skrinjica.
Po incidentu je hrvaški obrambni minister Mario Banožić stopil v stik tudi s slovenskim in madžarskim obrambnim ministrom.

## Lastništvo
Lastništvo sta zanikali tako Rusija kot Ukrajina, čeprav so ukrajinske zračne sile po poročanju The War Zone edini znani uporabnik tovrstnih brezpilotnih letal. Pripadnost ukrajinskim zračnim silam so potrdile tudi hrvaške preiskovalne ekipe. Rusko veleposlaništvo v Zagrebu je sporočilo, da ruske zračne sile od leta 1991 in razpada Sovjetske zveze nimajo brezpilotnih letal Tu-141 v svojem arzenalu. Ukrajinsko lastništvo je zavrnil Marjan Lubkjivski z ukrajinskega obrambnega ministrstva. 15. marca je ukrajinsko lastništvo razkril vir blizu hrvaškega ministrstva za obrambo.

## Odzivi
- Hrvaški predsednik Zoran Milanović je povedal, da je jasno, da je dron prišel iz smeri Ukrajine in po preletu Madžarske vstopil v hrvaški zračni prostor.[22]
- Hrvaški premier Andrej Plenković je dejal, da je navkljub alarmom v preteklih dneh neidentificiranje letalnika pravzaprav motnja ter dodal, da zaradi nesporočitve tujka tako Madžarske kot Romunije NATO ni mogel ukrepati[23]